# Велике канадське переселення
Шаблон:Канадське громадянство
Велике канадське переселення (англ. Great Migration of Canada; також відоме як Велика міграція з Британії або Друга хвиля імміграції до Канади) — період високої імміграції до Канади з 1815 по 1850 роки, в якій брали участь понад 800 000 переселенців, переважно британського та ірландського походження. Незважаючи на те, що завдяки промисловому перевороту Європа ставала багатшою, зростання населення призвело до зниження відносної кількості робочих місць, змушуючи багатьох шукати економічного успіху в Новому світі, особливо в Канаді й Сполучених Штатах Америки.

## Передумови
Наприкінці XVIII-го та на початку XIX-го століть у деяких частинах економіки Великої Британії, раніше заснованої на ручній праці, відбувся перехід до машинного виробництва. Це почалося з механізації текстильної промисловості, розвитку технологій виробництва чавуну і збільшення використання очищеного вугілля.
Хоча революція поклала початок епосі економічного зростання і підвищення рівня життя, водночас вона була зустрінута швидким демографічним вибухом. Поступове зростання рівня життя протягом останніх 200 років дозволив більшій кількості дітей вижити і зробив народження дітей „економічнішим“. Роботу, яку раніше виконували бідні селяни, тепер можна було виконувати за допомогою техніки ще дешевше, і це призвело до втрати багатьох робочих місць. Сукупні наслідки ускладнювали для багатьох пошук роботи, змушуючи тих шукати її в американських колоніях.

## Переселення
Коли у Великій Британії почалася промислова революція, першими (і, отже, більшістю) іммігрантами Великого переселення були британці (англійці і шотландці), які становлять 60% іммігрантського населення Канади, а отже і найбільшу групу в Канаді. Велике переселення спонукало переселенців оселитися в Канаді після англо-американської війни 1812 року, серед яких регулярні війська британської армії, що служили в тій війні. Стурбовані черговою американською спробою вторгнення — і щоб протидіяти франкомовному впливу Квебека — колоніальні губернатори Канади поспішили просувати розселення у віддалених місцевостях уздовж недавно побудованих дощатих доріг усередині організованих земельних ділянок, переважно у Верхній Канаді (сучасний Онтаріо).
Ірландські переселенці до Канади вперше прибули як робітники або різнороби (так звані навві) в 1820–1840-их роках, здебільшого в Онтаріо, Квебеці і Нью-Брансвіку. Вони зростали в невеликій кількості задля влаштування невеличких поселень і, в основному, для роботи на каналах, лісах, залізницях. Між 1846 і 1849 роками велика частина ірландської імміграції була пов'язана з людьми, які врятувалися від Великого голоду в Ірландії. Таким чином, ще сотні тисяч ірландських поселенців прибули до канадських узбереж, причому частина з них або майже одразу емігрувала до Сполучених Штатів, або протягом наступних десятиліть.
Мігрували й інші люди з інших країн. Американці США відправилися до Британської Колумбії у пошуках золота — матеріалу, що миттєво йшов нарозхват через золоту лихоманку в Каліфорнії. Китайці теж вирушили до Британської Колумбії, щоб допомогти збудувати Канадську тихоокеанську залізницю та самим врятуватися від війни і голоду у своїй країні. Ці міграції можна розглядати окремо від попередніх.

## Вплив
Велике переселення справило глибокий вплив на канадську культуру та ідентичність. До 1815 року 80% англомовних канадців були вигнанцями або переселенцями з 13 американських колоній або їхніми нащадками. Через це до 1830-их Англійська Канада мала американський культурний «присмак» (посилаючись на США), незважаючи на політичний розкол щодо членства в Британській імперії та незалежності. Це пояснює навіть сьогодні багато культурних подібностей зі США.
На початку Великої міграції, коли загальна чисельність населення Канади становила приблизно півмільйона, канадці французького походження (відомі як канадієнс від фр. Canadiens) переважали за чисельністю осіб британського походження. До кінця періоду, проте, англо-канадське населення вдвічі перевищувало франко-канадське населення, яке становило 2,4 мільйона людей. Британські канадці також розширилися у Нижню Канаду, що викликало розбрати з франко-канадськими поселенцями. Переповнені переселенські судна приводили до періодичних спалахів таких захворювань, як холера в Нижній Канаді, що поширилися на місцеве міське населення і призвели до збільшеного використання карантинних об'єктів, таких як квебекський острів Ґросс та острів Партрідж у Нью-Брансвіку. Великий вплив британців у Північній Америці загалом також призвело до подальшої асиміляції французьких жителів Нижньої Канади.